# 에밀리아노 히론
에밀리아노 히론(스페인어: Emiliano Giron, 1972년 1월 5일 ~ )은 도미니카 공화국 출신의 야구 선수이다. 롯데 자이언츠와 한화 이글스에서 활약했던 투수이다. 

## 경력
1999년 마이클 길포일의 대체선수로 롯데 자이언츠에 입단하여 플레이오프에서 호투해 팀의 한국시리즈 진출에 기여하였다. 그해 팀의 한국시리즈 유일의 승리투수가 되었고, 롯데 외국인 투수로는 처음으로 한국시리즈 승리투수가 되었다.
2000년 김동주에게 서울종합운동장 야구장에서 첫 장외홈런을 안겨준 투수이며 데뷔 첫 해부터 2년 동안 전천후로 굴려진 탓인지 2001년 구위가 예전보다 많이 떨어졌던 데다 무리하게 구속을 끌어올리려다가 팔꿈치 부상을 당하여 시즌 도중 퇴출됐고 에이스 송진우가 왼쪽 팔꿈치 부상으로 일본에서 재활치료를 받은 뒤에도 회복이 불투명해진 한화가 2003년 시즌 도중 영입하여 한국 무대를 다시 밟았으나 15경기 3승 3패 1세이브 ERA 4.58에 그쳐 시즌 후 한국 무대를 떠나야 했다.
한편, 동생(로베르토)이 2003년 11월 13일 입국하여 본인(히론)의 첫 번째 팀이었던 롯데 입단 테스트를 받았으나 합격하지 못했으며 본인(히론)이 2003년 시즌 도중 한화 유니폼을 입는 과정에서 송진우가 전년도 마무리 투수로 가능성을 보여 그 해 전담 마무리 투수로 기대를 모았던 용병 피코타가 15세이브를 올리는 도중에 6번 패전을 기록한 끝에 시즌 중 퇴출된 공백을 메꾸기 위해 시즌 막판 마무리로 보직을 변경했다.

## 통산 기록
1. ↑  신수건 (2001년 7월 8일). “기론, 끝내 퇴출 롯데 `팔꿈치 부상 부담`”. 국제신문. 2022년 7월 12일에 확인함.
2. ↑  “롯데서 활약 기론, 한화 입단”. 국제신문. 2003년 7월 22일. 2022년 7월 12일에 확인함.
3. ↑  윤여찬 (2003년 11월 13일). “기론 동생 롯데서 입단테스트”. 스포츠한국(스포츠투데이). 2022년 7월 12일에 확인함.
4. ↑  이건우 (2003년 10월 8일). “‘소방수’ 부재에 마운드는 ‘쑥대밭’”. 중도일보. 2022년 7월 12일에 확인함.